# Чорний Яструб
Чорний Яструб (англ. Black Hawk; нар. 1767 — пом. 3 жовтня 1838) — військовий лідер, та воїн американського племені індіанців Саук на території теперішнього Середнього заходу США. Він отримав статус воєнного вождя завдяки своїм діям: керуючи рейдерськими та воєнними діями з молодого віку, а також керуючи групою воїнів Саук під час війни «Чорного Яструба» 1832 року.
Під час англо-американської війни 1812 року Чорний Яструб воював на боці англійців проти США, сподіваючись відтіснити білих американських поселенців подалі від території Сауків. Пізніше він очолив групу воїнів Саук та Фоксів, проти європейсько-американських поселенців в Іллінойсі та сучасній Вісконсині у війні Чорного Яструба 1832 року. Після війни його захопили американські війська та вивезли на схід США. Він та інші воєнні лідери в якості полонених були провезені по кількох містах.
Незадовго до звільнення, Чорний Яструб повідав перекладачеві свою історію, та за допомогою газетного репортера він публікував свою автобіографію в 1833 році у Цинциннаті, штат Огайо. Ставши першою автобіографія корінного американця, що була опублікована в США, його книга блискавично стала бестселером і пройшла кілька видань.
Чорний Яструб помер у 1838 році (у віці 70 чи 71 років) на території теперішного південно-східної частини штату Айова. Після смерті, його ім'я було удостоє повічної шани багатьма книгами, численними епонімами та іншими почестями.